# Glinjeni (Fălești)
Glinjeni è un comune della Moldavia situato nel distretto di Fălești di 3.439 abitanti al censimento del 2004